# サン虎検定
『サン虎検定』（サンとらけんてい）とは、サンテレビジョンで不定期に放送されていた阪神タイガースを題材にしたクイズ形式のバラエティ番組である。

## 概要
- 2006年10月に第1回放送が行われた。以後不定期で放送が行われた。1回1時間。
- 阪神タイガースの歴史、選手、記録などをベースにクイズ形式で出題し、それをタイガースファンとして知られる各界著名人らが挑戦するというもの。
- 5級から1級まであり、5から3級は全員が受けることができる。2級と1級は、其々の前の級を合格した者のみである。
- 5級は○×形式。4級は映像による出題。3級は早押し問題。2級と1級は記述形式である。
- 検定委員長　梅田淳（元関西テレビ放送アナウンサー。タレント）
- 理事長　真弓明信（元阪神タイガース選手。サンテレビジョン・朝日放送プロ野球解説者）
- 問題出題（アシスタント）　岡元あつこ

## 歴代の主な受講者
下記の他にも、ルート主催・タイガースネット検定やサンテレビ携帯サイト内「サン虎検定onモバイル」からの選抜での受講者もいた。
- 飯星景子（第1回、第7回）
- 代走みつくに（松竹芸能／第1回、第7回）
- 福間納（野球解説者・元阪神タイガース／第1回）
- 清水興（ミュージシャン／第1回）
- 松村邦洋（第2回、第7回）
- 中川貴志（ランディーズ／第2回）
- 中田良弘（野球解説者・元阪神タイガース／第2回）
- 石田長生（ミュージシャン／第2回）
- 安藤優也（阪神タイガース・投手／第3回）
- 杉山直久（同上／第3回）
- 桟原将司（同上／第3回）
- 江草仁貴（同上／第3回）
- 浅井良（同・捕手／第3回）
- 中村豊（同･外野手／第3回）
- 吉田ヒロ（吉本新喜劇／第3回）
- ぼんちおさむ（吉本興業／第3回）
- 島田珠代（吉本新喜劇／第4回）
- アキラ（横山ホットブラザーズ／第4回）
- シャノン・ヒギンス（第4回）
- リリアン（第4回）
- ムッシュ・ピエール（第4回）
- ばんことみ（ホリプロ／第5回、第7回）
- 横山たかし（横山たかし・ひろし／第6回）
- 浜本広晃（$10／第6回）
- 湯舟敏郎（野球解説者・元阪神タイガース／第7回）
- やのぱん（松竹芸能／第8回）
- 山田大介（ストリーク／第8回）
- 吉本峰之（同上／第8回）
- くまきりあさ美（ホリプロ／第8回）
- 前田勝久（気象予報士／第9回）
- 前川美奈（ホリプロ／第9回）
- 海原しおり（漫才師／第9回）
- 白川悟実（$10／第9回）
- 葛城育郎（阪神タイガース･外野手／第10回）
- 庄田隆弘（同上／第10回）
- 坂克彦（同･内野手／第10回）
- 藤原通（同上／第10回）
- 若竹竜士（同･投手／第10回）
- 狩野恵輔（同･捕手／第10回）
- 大林素子（ホリプロ／第10回）
- 浜口順子（同上／第10回）

## 放送日
- 第1回　2006年10月28日
- 第2回　2006年11月26日
- 第3回　2006年12月31日
- 第4回　2007年1月28日
- 第5回　2007年2月25日
- 第6回　2007年3月18日
- 第7回　2007年7月23日
- 第8回　2007年10月28日
- 第9回　2007年11月25日
- 第10回　2007年12月31日
- 第11回　2008年1月27日
- 第12回　2008年2月24日

※放送時間は、第1回のみ12:00～12:55。第2回から第6回、第9回からは19:00～19:55。第7回は20:00～20:55。第8回は16:30～17:30。